# Denise Lopez
Denise "DeDe" Lopez es una cantante y DJ sueca nacida en México. Ella participó en Melodifestivalen 2003. En 2003, López lanzó la canción "Last to Know", una canción dedicada a su amiga que fue asesinada en el mismo año.
Ella es la hermana del difunto presentador de televisión mexicano, actor y músico.Renato López (d. 2016).

## Discografía
Álbumes
- TBA (Totally Bombastic Anecdotes) (1995)
- I Do (1997)
- Metaphor (1999)
- Like a Queen (Japon) (2002)
- Slave to the Sound (2003)
- Gemini 1994–2004 (2004)
- Black Lace & Leather (2010)

Jingles
- Earthbound (2016)
- Female Revolution (2016)
- Ain´t From Hollywood (2016)
- Your World Is Mine (2017)
- Dare To Change The Worldfeat Mc Lyte (2018)